# Geotrogus
Genre
Geotrogus  est un genre d'insectes coléoptères de la famille des Scarabaeidae (anciennement des Melolonthidae), de la sous-famille des Melolonthinae.

## Liste d'espèces
Selon Catalogue of Life (13 août 2013) :
- Geotrogus araneipes
- Geotrogus barbarus
- Geotrogus bedeli
- Geotrogus bleicheri
- Geotrogus capito
- Geotrogus crassus
- Geotrogus cretei
- Geotrogus cribripennis
- Geotrogus demoflysi
- Geotrogus dispar
- Geotrogus editorum
- Geotrogus elegans
- Geotrogus euphytus
- Geotrogus gabalus
- Geotrogus gerardi
- Geotrogus gonoderus
- Geotrogus grossus
- Geotrogus holoxanthus
- Geotrogus ignobilis
- Geotrogus inflatus
- Geotrogus laticeps
- Geotrogus lepidulus
- Geotrogus magagnoscii
- Geotrogus majorinus
- Geotrogus normandi
- Geotrogus numidicus
- Geotrogus olcesii
- Geotrogus prophettii
- Geotrogus psilopus
- Geotrogus rectibasis
- Geotrogus sicelis
- Geotrogus sordescens
- Geotrogus stupidus
- Geotrogus syrtanus
- Geotrogus temperei
- Geotrogus tusculus
- Geotrogus tynetis
- Geotrogus unguicularis
- Geotrogus vorax

Selon Fauna Europaea (13 févr. 2015) :
- Geotrogus euphytus
- Geotrogus genei
- Geotrogus sicelis
- Geotrogus vorax